# 呼禄法师
呼禄法师（中古波斯语： / ），唐代摩尼教传教士，回鹘人，生卒年不详。

## 生平
武宗灭佛时，全国各地的摩尼教均受到沉重打击，呼禄法师为逃避迫害，进入福建，并在那里展开传教活动，成为福建摩尼教-明教的开创者。他生前主要在福清、福州、泉州一带传教，后葬于泉州清源山，朱熹曾前往其墓谒奠。今日泉州尚存明教草庵，为呼禄法师开创的福建摩尼教一脉的遗存。

## 身份
有学者认为呼禄法师之名为中古波斯语，与《仪略》中所提到的“呼嚧唤”为同义词，在摩尼教的五级仪中居于第四位，意为“传教士”。进而判断呼禄法师来自中亚的东方纯净教会。亦有学者认为“传教士”之地位与呼禄法师不相符合，其名为回鹘语Qutluɣ（吉祥）或Uluɣ（大），当为直接来自回鹘的摩尼教修士。